# Oryza eichingeri
Oryza eichingeri är en gräsart som beskrevs av Albert Peter. Oryza eichingeri ingår i släktet rissläktet, och familjen gräs. Inga underarter finns listade i Catalogue of Life.